# 북마리아나 제도의 기

북마리아나 제도의 기 비율 1:2

북마리아나 제도의 기는 1976년 7월 4일에 제정되었다.
북마리아나 제도의 기는 유엔기의 디자인을 바탕으로 한 것인데, 이는 북마리아나 제도가 과거 유엔의 신탁통치령이었음을 의미한다.
파란색 바탕 가운데에는 하얀색 별이 그려져 있으며, 별 뒤쪽에는 라테 스톤이라고 부르는 돌기둥이 그려져 있는데, 이는 차모로인의 집의 토대로 사용되는 돌기둥이다.
화환 디자인은 1981년에 추가되었는데, 이는 북마리아나 제도의 신성한 역사와 풍습을 의미한다.
북마리아나 제도를 구성하는 각 섬들은 자체적인 기를 가지고 있지 않다는 특징이 있다.

## 역대 국기

1965년 - 1972년 태평양 제도 신탁통치령의 기
1972년-1981년 북마리아나 제도의 기
1981년-1989년 북마리아나 제도의 기

## 같이 보기
- 북마리아나 제도의 문장
- 북마리아나 제도